# Kobe Steel
Kobe Steel, Ltd. — одна из ведущих японских компаний чёрной металлургии. В сегменте производства нержавеющей стали компания является 4 в Японии. Помимо основной деятельности компания также производит изделия из алюминия и меди, строительную технику и пр. Компания работает под торговой маркой Kobelco. В 2011 году компания заняла 447 место в Fortune Global 500.

## История
Компания была основана в июне 1911 года как K.K. Kobe Seikosho.
В 1917 году открывается новый завод в городе Модзи. 
В 1920 году открывается новый завод в Кобе. 
В 1921 году компания приобретает 2 завода у компании Teikoku Kisen K.K. 
В 1937 году открыт завод в Нагое.
В 1939 году открывается завод в Чофу.
На протяжении 40-х годов компания открывает ещё 6 и приобретает 1 завод.
В 1960 году открывается научно-исследовательский центр.
На протяжении последующих 10 лет компания открывает ещё 10 заводов.
Одновременно компания развернула международную экспансию. Филиалы компании открываются в США, Германии, Сингапуре, Великобритании, Мексике, ОАЭ, Австралии, Бахрейне, Китае. 
В 80-х годах для сокращения издержек и выбросов в окружающую среду закрывается ряд устаревших производств (в общей сложности 5 заводов). За тот же период введён в строй 1 новый завод. 
В 1990 году компания открывает представительство в Москве. 
В 1991 году компания создаёт совместное предприятие с Alcoa Inc. — KSL Alcoa Aluminum Company, Ltd. 
В 1992 году компания выходит на Лондонскую фондовую биржу.
В 1996 году создаются дочерние компании Kobe Special Tube Co., Ltd. для производства стальных труб и Shinko Kobelco Tool Co., Ltd. для производства режущего инструмента. 
В 1998 году со вхождением в капитал KTI Semiconductor компания начинает сотрудничество с Texas Instruments Incorporated. Название СП было изменено на KMT Semiconductor, Ltd. 
В 1999 году компания создаёт широкий альянс с Mitsubishi Materials Corporation и Mitsubishi Shindoh Co., Ltd. для производства изделий из меди. В том же году Kobe Steel совместно с NOF Corporation создали СП Shinko Taseto Co., Ltd. для производства материалов для сварки нержавеющей стали. 
В 2000 году подписано соглашение об альянсе с Sumitomo Light Metal Industries, Ltd. в сфере алюминиевой промышленности. 
В 2001 году дочернее предприятие Kobelco Construction Machinery Co., Ltd. и CNH Global N.V., входящее в Fiat Group сформировали глобальный альянс по производству строительной техники. 
В том же году подписано соглашение о сотрудничестве с Nippon Steel Corporation для сокращения издержек при закупках сырья.
В 2003 году компания увеличивает долю в капитале Sumitomo Titanium Corporation с 8,8% до 24,8%. В США открывается СП с Mitsui & Co., Ltd. и Toyota Tsusho Corporation по производству алюминиевых деталей подвески автомобилей. 
В 2004 году путём объединения подразделений медицинских материалов Kobe Steel и Kyocera Corporation создана Japan Medical Materials Corporation.

## Деятельность
Деятельность компании сосредоточена в нескольких основных сегментах. Первый и основной для компании сегмент — производство железа и стали. Компания производит стальную проволоку, плоский прокат, трубы, штампованные изделия и пр. Алюминий и медь — следующий бизнес-сегмент компании. Компания производит как непосредственно металл, так и конечные изделия из них. Компания является ведущим производителем титана в Японии. Титан производится на предприятиях компании с 1949 года. Kobe Steel производит чистый титан, титановые сплавы, плоский прокат, трубки. Также компания производит промышленное оборудование и строительную технику.